# Koe en Kalf

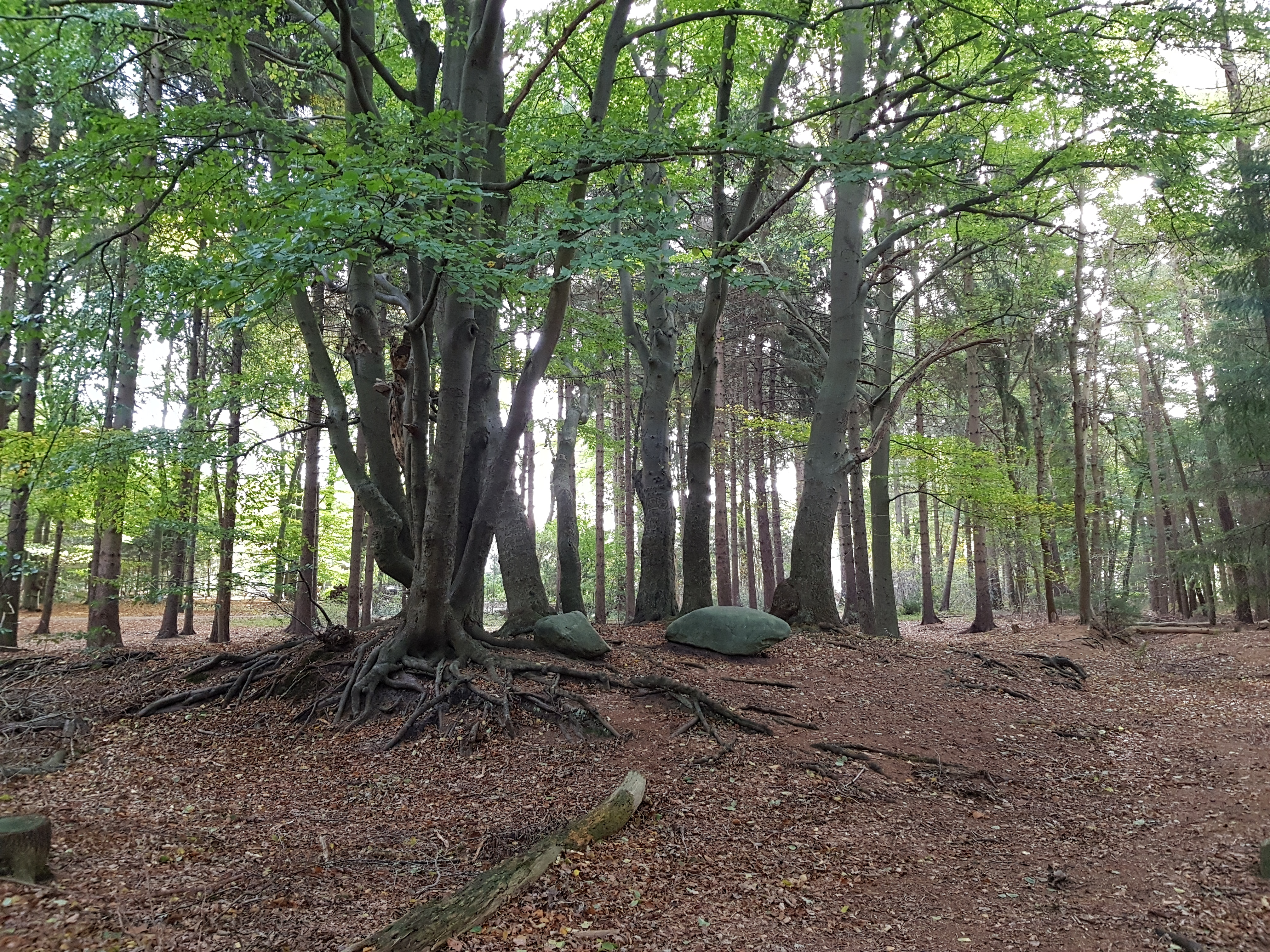
Koe en Kalf op de Bult bij Steenwijk

Koe en Kalf zijn twee grote zwerfstenen bij Steenwijk in de gemeente Steenwijkerland in de Nederlandse provincie Overijssel. De zwerfstenen liggen in de Kop van Overijssel ten noorden van Steenwijk in het bos op de helling van de Woldberg.
Aan de noordzijde van de Rijksweg 32 loopt er door het bos een asfaltweg waaraan een lage heuvel ligt die De Bult wordt genoemd. Op deze heuvel liggen de twee zwerfstenen die omgeven worden door een halve cirkel van bomen. Volgens de overlevering zou dit een Germaanse gerechtsplaats, zie ook ding (rechtspraak), zijn geweest.
Op ongeveer twee kilometer naar het westen ligt geologisch monument Wolterholten.